# San Miguel del Puerto
San Miguel del Puerto est une ville et une municipalité d'Oaxaca dans le sud-ouest du Mexique. Elle fait partie du district de Pochutla à l'est de la région de la Costa.